# Orde van de Trouw (Frankrijk 1816)
Een Orde van de Trouw (Frans: "Ordre de la Fidélité") heeft nooit bestaan maar na de teruggekeerde koning Lodewijk XVIII was op 5 februari 1816 een "Decoratie van de Trouw" (Frans: "Décoration de la Fidélité") ingesteld als vervanger van de chaotisch verleende "Decoratie van de Lelies" (Frans: "Décoration du Lys"). Beide onderscheidingen werden in het spraakgebruik van die tijd een "Ridderorde" genoemd en in de literatuur en in vele catalogi van veilingen worden zij ook nu nog zo genoemd. Beide onderscheidingen waren bedoeld voor de 600 officieren en manschappen van de Nationale Garde van de stad Parijs.

## De geschiedenis van de onderscheiding

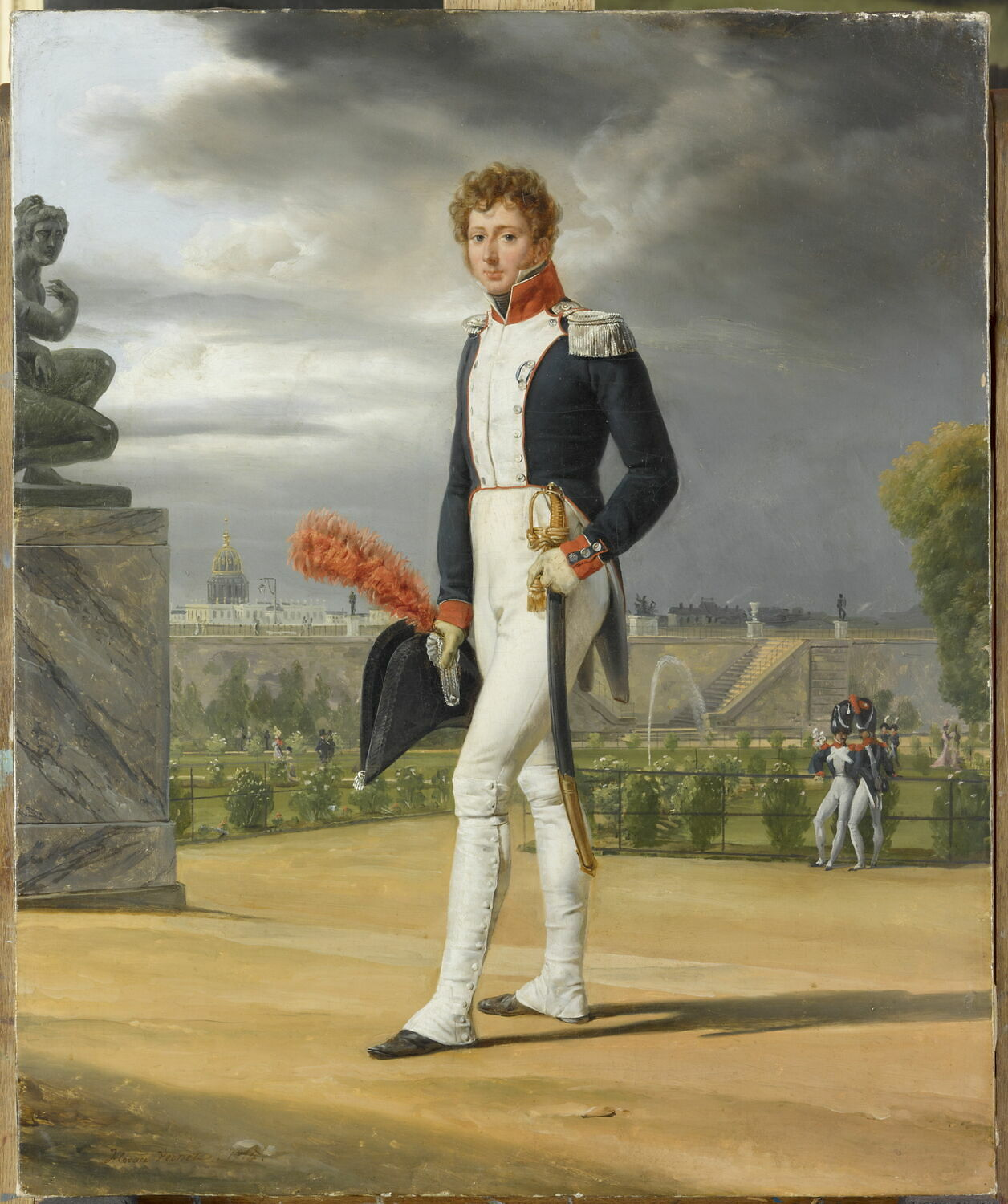
De schilder Philippe Lenoir (1785-1867) als nationaal gardist. Op het schilderij van Vernet is de Decoratie van de Trouw op de borst van de gardist te zien.

Karel, graaf van Artois en na 1820 als Karel X koning van Frankrijk, bezette op 12 april 1814 met 600 nationale gardisten, vrijwilligers uit de burgerij die door adellijke officieren werden geleid, een hoofdstad die in een machtsvacuüm verkeerde.
De Parijzenaars wisten niet wie zou gaan regeren. De geallieerden aarzelden over de toekomstige staatsvorm van Frankrijk. Napoleon II was vijf jaar oud, de voorlopige regering onder leiding van Joseph Fouché hield alle opties open, voor de wallen stonden 150 000 geallieerde soldaten en Kozakken kampeerden op de Champs-Elysées. Door met de Nationale Garde, die vooral onrust wilde voorkomen en de revolutionaire driekleurige kokarde door een witte kokarde, de kleur van de Bourbons, had vervangen, de Franse hoofdstad te bezetten, maakte de graaf van Artois de troonsbestijging van zijn broer mogelijk. Daarom werden alle Parijse gardisten met een onderscheiding beloond. Toen de alleen voor hen bedoelde onderscheiding na enige tijd door duizenden mannen in geheel Frankrijk werd gedragen stelde Lodewijk XVIII een nieuwe onderscheiding, ditmaal exclusief voor de Parijse gardisten, in.
Allen die hun plicht hadden gedaan op 30 maart 1814 en de daaropvolgende dagen kregen, welke rang zij ook bezaten, deze Decoratie van de Trouw. Er waren zilveren en gouden decoraties en deze laatste werden door de Koning op voordracht van de gaaf van Artois en maarschalk Oudinot verleend aan gardisten die al ten minste een jaar in het bezit van de zilveren decoratie waren.
Na de juli-revolutie van 1830 en de val van de Bourbons schafte de Burgerkoning op 10 februari 1831 de Decoratie van de Trouw en de Decoratie van de Lelies  af. De Fransen werd gevraagd om decoraties en ridderkruisen met de gehate lelies van de Bourbons niet meer te dragen. In een aantal gevallen werden de lelies van de kruisen verwijderd.

## Draagwijze
Men droeg de decoratie aan een blauw-wit-blauw lint, wit is de kleur van de Bourbons die overal het rood-wit-blauw van de Franse Revolutie verving, op de linkerborst.

De kleuren van de stad Parijs, rood en blauw werden niet gebruikt omdat de zeer reactionaire Bourbons geen tricolore, de rood-wit-blauwe vlag van de Franse Revolutie en het keizerrijk van Napoleon I wilden gebruiken.

## Vormgeving
Het zilveren kruis heeft vijf witgeëmailleerde punten met zilveren ballen en op het centrale verguld zilveren medaillon is een naar rechts kijkende Koning Lodewijk XVIII afgebeeld. Rondom het medaillon staat op een blauw geëmailleerde ring het motto "FIDELITE - DEVOUEMENT" en op de keerzijde is een lelie afgebeeld met de woorden "12 AVRIL - 3 MAI 1814, 19 MARS - 3 JUILLET 1815.".

Boven het centraal geplaatste medaillon is een zilveren Franse lelie de verbinding met een beugelkroon die als verhoging dient. De juwelier die het ongewoon vormgegeven kleinood ontwierp moet aan de napoleontische Orde van de Twee Siciliën (Frans: "Ordre des Deux Siciles") hebben gedacht want beide onderscheidingen lijken sterk op elkaar.
Op de als externe link gegeven website staat een niet geëmailleerd gouden ereteken afgebeeld.

## De eed
De gedecoreerde gardisten moesten een eed afleggen met de volgende woorden:"Je jure, devant DIEU, fidélité et dévouement au Roi, je jure de défendre ses droits et ceux de ses successeurs légitimes à la couronne et de révéler à l’instant tout ce qui viendrait à ma connaissance de contraire à la sûreté de la famille royale ou à la tranquillité de l’État. In het Nederlands "Ik zweer, voor God, trouw en toewijding aan de koning. Ik zweer zijn rechten en die van zijn wettige opvolgers op de troon te verdedigen en al wat mij ter ore komt en de veiligheid van de Koninklijke Familie en de veiligheid van de staat schaadt ogenblikkelijk te openbaren.
Zo bonden de Bourbons de Nationale Garde die tussen 1790 en 1792 Lodewijk XVI en Marie Antoinette niet al te standvastig had beschermd aan hun troon. Het heeft niet geholpen want in de julirevolutie van 1830 bleek de Parijse Nationale Garde wederom revolutie de toegenegen te zijn.

## Het diploma
De onderscheiding ging vergezeld van een fraaie op perkament gedrukte oorkonde waarin de Decoratie van de Trouw werd beschreven. Het diploma werd uitgereikt tijdens een militaire plechtigheid maar zij die niet in Parijs waren ten tijde van de verlening van het ereteken kregen het diploma middels een koerier toegezonden.

De diploma's werden door de koning, de Graaf van Artois, de Gouverneur van de Residentie Maarschalk Audinot en de hertog van Clermont-Tonnerre als president van de "Raad van Beloningen en Brevetten" getekend. Ook de secretaris van de raad, de heer Deurbronne, tekende.

De diploma's zijn klein. De afmeting is niet meer dan vier bij vijf centimeter.

## De geschiedenis van de decoratie
De Bourbons hielden vast aan de benaming "Decoratie van de Lelies" maar de gedecoreerden zèlf zagen het als een ridderorde. Zij waren voor een groot deel van burgerlijke komaf en waren gewend geraakt aan het Napoleontische regime dat ook burgers onderscheidde met het Legioen van Eer. De adellijke kliek die nu na jaren ballingschap aan de macht kwam gunde burgers geen ridderkruisen, zij zagen ridderorden nog steeds als hùn adellijke privilege. De naam "Orde" werd en wordt desondanks in brede kring gebruikt.
In 1830 viel het regime van de Bourbons in de Julirevolutie. Het dragen van onderscheidingen met lelies of portretten van de Bourbon-koningen werd verboden.